# 1409-es mellékút (Magyarország)
Az 1409-es mellékút egy körülbelül két kilométer hosszú, négy számjegyű mellékút Győr-Moson-Sopron vármegye északi peremén; Rajka központjától vezet a már Szlovákiához tartozó Dunacsún (Čunovo) felé, de ezzel az útszámozással az országhatárnál véget ér.

## Nyomvonala
Kezdőpontjának helye bizonytalan: az országos közutak térképes nyilvántartását szolgáló kira.kozut.hu térképe (2022-es állapot szerint) olyan útként tünteti fel, amely a 15-ös főútból ágazik ki, annak a 15+750-es kilométerszelvénye közelében, Rajka központjának északnyugati részén, kelet felé, Petőfi Sándor utca néven. Kilométer-számozása viszont, ugyanezen oldal adatbázisa szerint (szintén a 2022-es állapotában) csak mintegy 350 méterrel arrébb (a településközponthoz jóval közelebb) indul, a Petőfi Sándor utca és az Ady Endre utca kereszteződésénél, ez utóbbi néven és északi irányban; eszerint a Petőfi Sándor utca az 1408-as útszámozást viseli. Az említett kereszteződéstől mintegy 650 méter után éri el a belterület északi szélét, ahonnan nagyjából változatlan irányban folytatódik, a Mosoni-Duna rajkai holtágának folyását kísérve. Kilométer-számozása az országhatárnál, a 0+1970-es kilométerszelvényénél ér véget, ahonnan azonban – már szlovákiai területen – továbbfolytatódik Dunacsún központjáig.
Az úton az országhatár átjárhatósága nem mindig biztosított: a Google Utcakép 2011-ben és 2019-ben ott készült felvételei szerint akadálytalanul lehetett átjutni (csak az útburkolatban voltak láthatók olyan betonalapok maradványai, amelyek eredetileg vélhetően valamilyen útzáró műtárgy részei voltak), a 2021-es felvételek szerint ellenben betonelemekkel volt lezárva az átjárás lehetősége.